# Spezarder Mühle
Die Spezarder Mühle war eine Mühle und ein Wohnplatz in Oberodenthal in der heutigen Gemeinde Odenthal im Rheinisch-Bergischen Kreis.

## Etymologie
Der Name Spezard wird nach Deutung des örtlichen Verschönerungs- und Kulturvereins abgeleitet aus einer Kombination aus Specht und Hardt, mithin Spechtwald.

## Lage und Beschreibung
Die Spezarder Mühle lag im Pfengstbachtal. Für die Wasserversorgung wurde der Backesberger Bach, ein Zufluss des Pfengstbachs, zu einem Mühlenteich gestaut. Über einen Mühlkanal wurde die Mühle aus diesem Teich oberschlächtig angetrieben. Die ehemalige Kornmühle hatte ein Wasserrad und drei Mahlgänge. Sie wurde bis ins 19. Jahrhundert betrieben. Die Wohnhäuser wurden ca. 1955 abgetragen. Heute sind nur noch Überreste sichtbar, der Mühlenteich ist noch vorhanden.

## Geschichte
Der Ort ist auf der Preußischen Neuaufnahme von 1892 und auf späteren Messtischblättern regelmäßig als Spezarder Mühle oder ohne Namen verzeichnet. Er war seinerzeit Teil der Bürgermeisterei Odenthal und gehörte zur katholischen Pfarre Odenthal.
| Jahr | Einwohner | Wohn- gebäude | Kategorie | Bemerkung            |
| ---- | --------- | ------------- | --------- | -------------------- |
| 1871 | 13        | 1             | Mühle     | genannt Spezardmühle |
| 1885 | 8         | 1             | Wohnplatz |                      |
| 1895 | 9         | 1             | Wohnplatz |                      |
| 1905 | 6         | 1             | Wohnplatz |                      |